# Brandon Thatch
Brandon Thatch (Denver, 11 de julho de 1985) é um lutador americano de artes marciais mistas, atualmente compete no Peso Meio Médio do Ultimate Fighting Championship.

## Background
Thatch foi adotado aos 5 anos pelo parceiro de sua mãe, Clarence Thatch, um ex-campeão de caratê. Thatch começou a treinar caratê quando tinha 16 anos, e fez sua primeira luta no kickboxing um ano depois.

## Carreira no MMA

### Começo da carreira
Thatch começou sua carreira no MMA amador em 31 de Março de 2007 contra Jesse Brown, ele venceu a luta por finalização no segundo round. Thatch ficou invicto como amador em 2007 com o recorde de 3-0. Thatch fez sua estréia profissional em Junho de 2008 contra Mike Crisman no Ring of Fire 32. Ele venceu a luta por nocaute técnico em 38 segundos de luta.
Thatch fez sua estréia no Strikeforce contra Brandon Magana no Strikeforce: At The Mansion II. Ele perdeu a luta por decisão dividida. Thatch se recuperou dessa derrota com um nocaute com um chute na cabeça aos 18 segundos sobre Michael Arrant no Ring of Fire 33. Na próxima luta de Thatch ele enfrentou Danny Davis Jr, vencendo por finalização.
Thatch em seguida enfrentou Chris Holland no Ring of Fire 40. Ele venceu a luta por nocaute em apenas 19 segundos. Em seguida ele fez uma luta contra Chidi Njokuani no Ring of Fire 41, onde ele venceu por nocaute técnico com um minuto. Em sua próxima luta Thatch enfrentou Patrick Vallee no Instinct MMA 2 em 2 de Dezembro de 2011, novamente vencendo por nocaute técnico rapidamente, dessa vez em 15 segundos. Thatch foi nomeado 3° Meio Médio Prospecto do relatório anual da Bloody Elbow. Quatro meses depois, Thatch enfrentou Jory Erickson no Instinct MMA 3. Thatch venceu por nocaute em 18 segundos, e se teve o recorde de 7–1, com todas suas sete vitórias por interrupção no primeiro round.
Thatch aceitou lutar com Martin Grandmont no Instinct MMA 4 em 29 de Junho de 2012. Ele venceu a luta por finalização em menos de dois minutos de luta.
Na próxima luta de Thatch ele fez o evento principal do Resurrection Fighting Alliance 7 contra Mike Rhodes. Ele venceu por finalização novamente no primeiro round. Antes e depois da luta Thatch acreditava que receberia a chamada para lutar no UFC.

### Ultimate Fighting Championship
Em 8 de Maio de 2013 Thatch assinou um contrato multi-lutas com o UFC.
Thatch enfrentou Justin Edwards em 28 de Agosto de 2013 no UFC Fight Night: Condit vs. Kampmann II. Ele venceu a luta por nocaute técnico no primeiro round. A vitória lhe rendeu o bônus de Nocaute da Noite.
Em sua segunda luta no UFC, Thatch enfrentou Paulo Thiago no UFC Fight Night: Belfort vs. Henderson II em 9 de Novembro de 2013. Ele venceu a luta por finalização devido à uma joelhada no abdômen e socos no primeiro round.
Thatch era esperado para substituir Thiago Alves e enfrentar Jordan Mein em 23 de Agosto de 2014 no UFC Fight Night: Henderson vs. dos Anjos. No entanto, uma lesão o retirou do evento e Mein foi movido para uma luta contra Mike Pyle.
Thatch enfrentaria Stephen Thompson em 14 de Fevereiro de 2015 no evento principal do UFC Fight Night 60. No entanto, uma lesão tirou Thompson da luta e ele foi substituído pelo estreante na categoria e ex-Campeão Peso Leve do UFC Benson Henderson. Ele foi derrotado por finalização com um mata leão no quarto round após uma luta equilibrada.
Thatch era esperado para enfrentar John Howard em 11 de Julho de 2015 no UFC 189. No entanto, John Hathaway que lutaria no card se lesionou e Thatch então foi colocado para enfrentar Gunnar Nelson no evento. Ele foi derrotado por finalização ainda no primeiro round.
Thatch agora é esperado para enfrentar o afegão Siyar Bahadurzada em 21 de Fevereiro de 2016 no UFC Fight Night: Cerrone vs. Means.

## Campeonatos e realizações
- Ultimate Fighting Championship
  - Nocaute da Noite (Uma vez)

## Cartel no MMA
| Cartel no MMA   |             |            |
| 16 lutas        | 11 vitórias | 5 derrotas |
| Por nocaute     | 7           | 0          |
| Por finalização | 4           | 4          |
| Por decisão     | 0           | 1          |

| Res.    | Cartel | Oponente          | Método                                      | Evento                                    | Data       | Round | Tempo | Local                   | Notas             |
| ------- | ------ | ----------------- | ------------------------------------------- | ----------------------------------------- | ---------- | ----- | ----- | ----------------------- | ----------------- |
| Derrota | 11-5   | Niko Price        | Finalização (katagatame)                    | UFC 207: Nunes vs. Rousey                 | 30/12/2016 | 1     | 4:30  | Las Vegas, Nevada       |                   |
| Derrota | 11-4   | Siyar Bahadurzada | Finalização (katagatame)                    | UFC 196: Mcgregor vs. Diaz                | 05/03/2016 | 3     | 4:11  | Las Vegas, Nevada       |                   |
| Derrota | 11-3   | Gunnar Nelson     | Finalização (mata leão)                     | UFC 189: Mendes vs. McGregor              | 11/07/2015 | 1     | 2:54  | Las Vegas, Nevada       |                   |
| Derrota | 11-2   | Benson Henderson  | Finalização (mata leão)                     | UFC Fight Night: Henderson vs. Thatch     | 14/02/2015 | 4     | 3:58  | Broomfield, Colorado    | Luta da Noite.    |
| Vitória | 11-1   | Paulo Thiago      | Nocaute Técnico (joelhada no corpo e socos) | UFC Fight Night: Belfort vs. Henderson II | 09/11/2013 | 1     | 2:10  | Goiânia, Goiás          |                   |
| Vitória | 10-1   | Justin Edwards    | Nocaute Técnico (joelhadas e socos)         | UFC Fight Night: Condit vs. Kampmann II   | 28/08/2013 | 1     | 1:23  | Indianapolis, Indiana   | Nocaute da Noite. |
| Vitória | 9-1    | Mike Rhodes       | Finalização (mata leão)                     | RFA 7 - Thatch vs. Rhodes                 | 22/03/2013 | 1     | 2:22  | Broomfield, Colorado    |                   |
| Vitória | 8-1    | Martin Grandmont  | Finalização (mata leão)                     | Instinct MMA - Instinct Fighting 4        | 29/06/2012 | 1     | 1:55  | Montreal, Quebec        |                   |
| Vitória | 7-1    | Jory Erickson     | Nocaute (joelhada)                          | Instinct MMA - Instinct Fighting 3        | 31/03/2012 | 1     | 0:18  | Sherbrooke, Quebec      |                   |
| Vitória | 6-1    | Patrick Vallee    | Nocaute Técnico (socos)                     | Instinct MMA - Instinct Fighting 2        | 02/12/2011 | 1     | 0:15  | Quebec City, Quebec     |                   |
| Vitória | 5-1    | Chidi Njokuani    | Nocaute Técnico (socos)                     | ROF 41 - Bragging Rights                  | 20/08/2011 | 1     | 0:53  | Broomfield, Colorado    |                   |
| Vitória | 4-1    | Chris Holland     | Nocaute (socos)                             | ROF 40 - Backlash                         | 16/04/2011 | 1     | 0:19  | Broomfield, Colorado    |                   |
| Vitória | 3-1    | Danny Davis Jr.   | Finalização (mata leão)                     | ROF 39 - Summer Brawl 2                   | 27/08/2010 | 1     | 4:12  | Denver, Colorado        |                   |
| Vitória | 2-1    | Michael Arrant    | Nocaute (chute na cabeça)                   | ROF 33 - Adrenaline                       | 10/01/2009 | 1     | 0:18  | Broomfield, Colorado    |                   |
| Derrota | 1-1    | Brandon Magana    | Decisão (dividida)                          | Strikeforce: At The Mansion II            | 20/09/2008 | 3     | 3:00  | Los Angeles, California |                   |
| Vitória | 1-0    | Mike Crisman      | Nocaute Técnico (joelhadas)                 | ROF 32 - Respect                          | 13/06/2008 | 1     | 0:38  | Broomfield, Colorado    |                   |